# Biblioteca Riccardiana

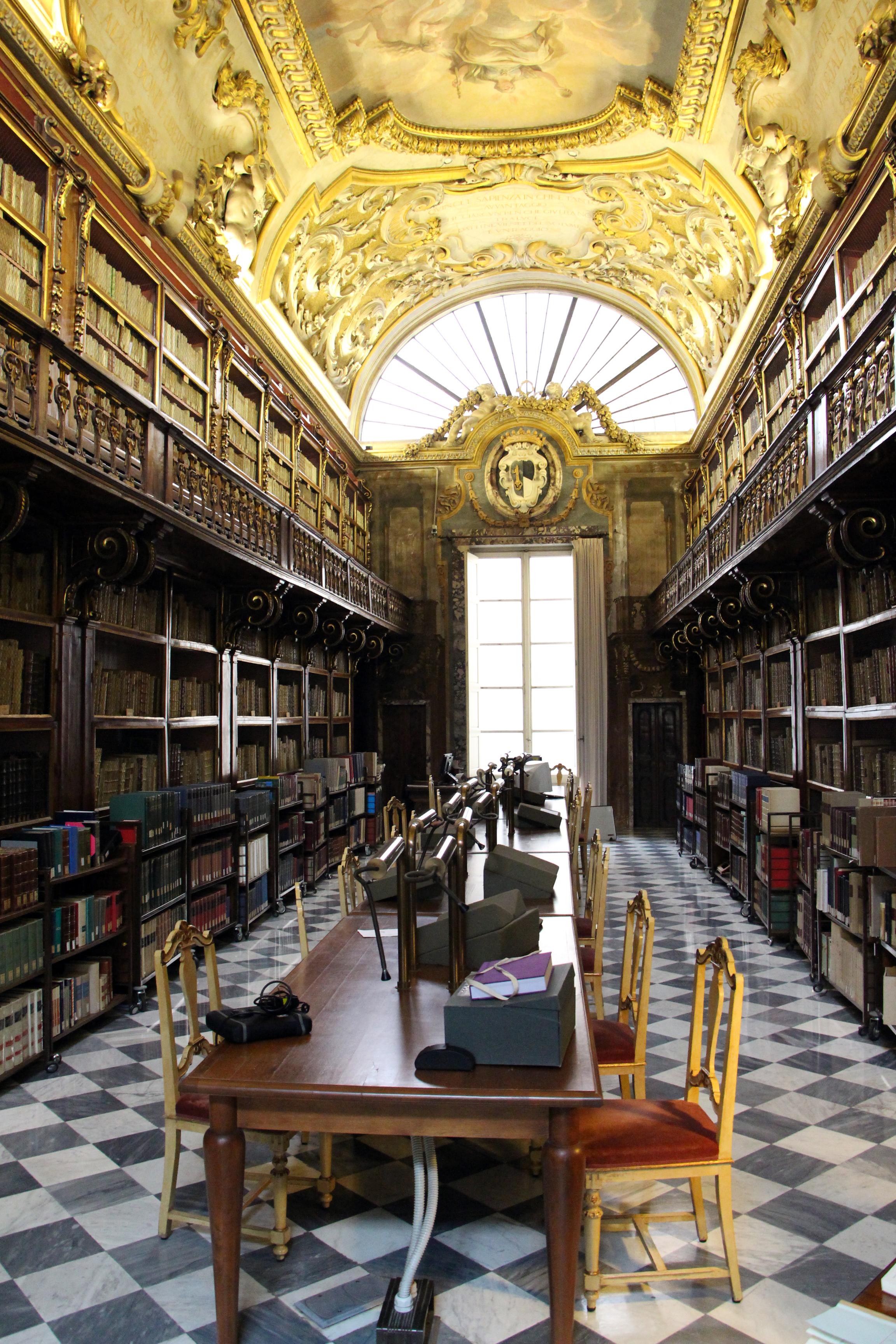
Lesesaal in der Biblioteca Riccardiana

Die Biblioteca Riccardiana ist eine öffentliche  Bibliothek in Florenz. Sie befindet sich im Palazzo Medici Riccardi. Die Bibliothek wurde 1600 als Privatbibliothek  von Riccardo Romolo Riccardi gegründet und ist seit 1815 eine staatliche Bibliothek. Derzeitige Direktorin ist seit 1996 Giovanna Lazzi, die auch die Handschriftenabteilung leitet.

## Geschichte
Ende des 17. Jahrhunderts wurde die Sammlung von Francesco Riccardi erweitert durch die Mitgift seiner Ehefrau Cassandra Capponi. Ihr Vater Vincenzio Capponi (1605–1688), ein Homme de lettres und Gelehrter aus dem Kreise Galileo Galileis, hatte ihr einen großen Teil seiner umfangreichen Bibliothek vermacht. Ein erhaltenes Benutzerverzeichnis der Bibliothek zeigt, dass die Sammlung ab 1737 Forschern und Gelehrten zur Verfügung stand. Im 18. Jahrhundert geriet die Familie Riccardi zunehmend in finanzielle Schwierigkeiten, denen sie durch Veräußerungen der Bibliothek zu begegnen versuchte. Damit die Sammlung Florenz nicht verlässt, wurde sie im Jahr 1813 von der Stadt übernommen und zwei Jahre später verstaatlicht. Sie ist seither weiterhin der Öffentlichkeit zugänglich.

## Bestände
Die Bibliothek beherbergt eine Reihe wertvoller Handschriften, auch einige Minuskelhandschriften des Neuen Testaments. 1756 erstellte Giovanni Lami (1697–1770) einen Katalog der Handschriften. Zum Bestand gehört das Rechenbuch des Filippo Calandri (Ricc. 2669), von dem die Bibliothek auch ein Exemplar der Inkunabel besitzt, die 1491 in Florenz gedruckt wurde.